# Persische Eiche

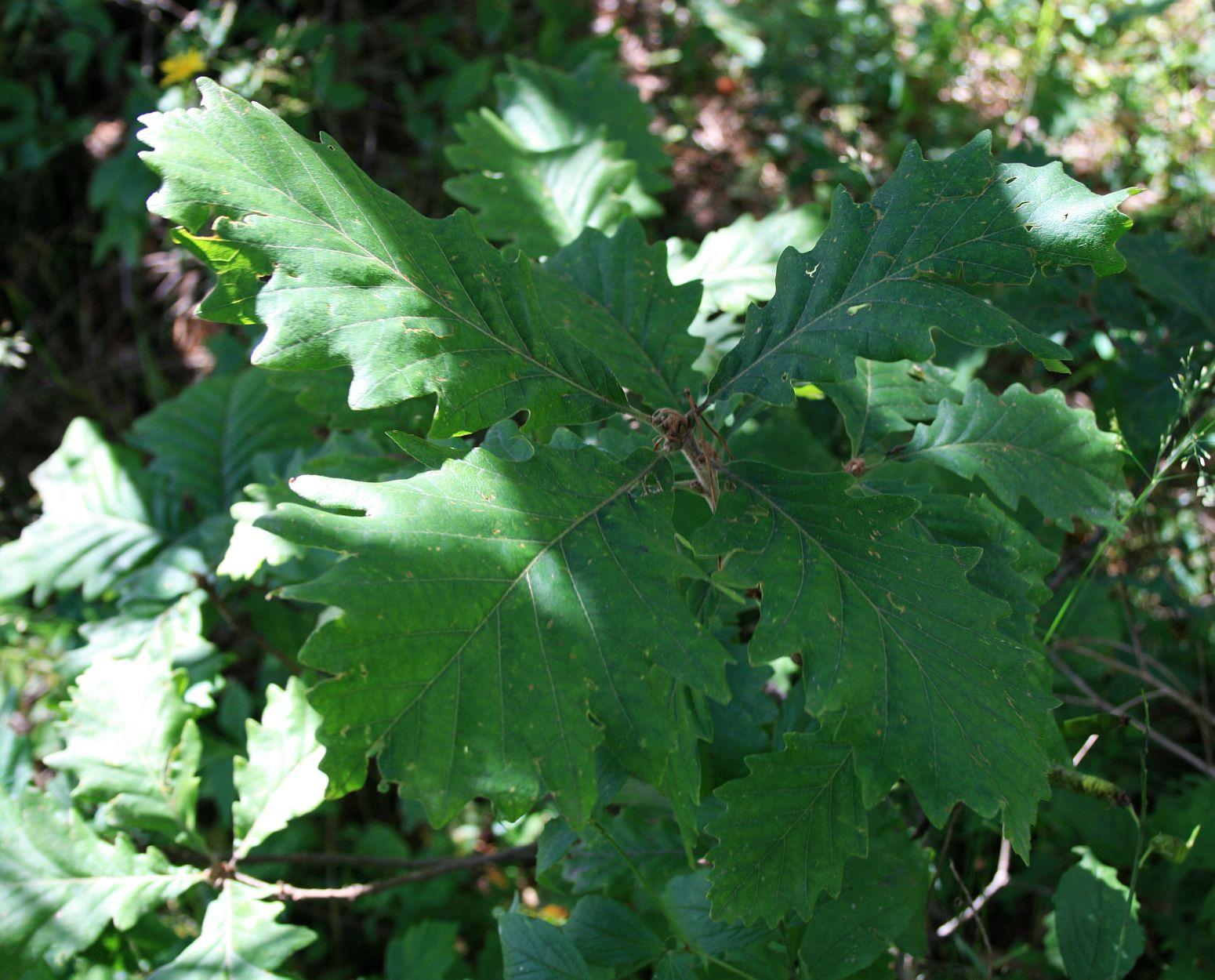
Blätter

Die Persische Eiche (Quercus macranthera, Synonym: Quercus persica) ist ein mittelgroßer Baum aus der Gattung der Eichen in der Familie der Buchenartigen. Das Verbreitungsgebiet liegt in der Türkei, im Nord-Iran und im Südosten des Kaukasus.

## Beschreibung
Die laubabwerfende Persische Eiche ist ein bis 20, selten bis zu 30 Meter hoher Baum mit hoch gewölbter Krone. Manchmal aber nur ein kleiner Strauch. Der Stammdurchmesser erreicht über 1,5 Meter. Die braun-graueBorke ist dick und rissig bis schuppig. Die Triebe sind dick und stark graufilzig behaart, sie beginnen erst im 2. Jahr zu verkahlen. Die Knospen haben bleibende, fadenförmige Nebenblattschuppen. Die wechselständigen und kurz gestielten und ledrigen Laubblätter sind 8 bis 20 Zentimeter lang, verkehrt-eiförmig, mit abgerundeter Spitze und spitzer bis leicht herzförmiger bzw. geöhrter Basis. Die Spreite ist flach gelappt bis gebuchtet mit 7 bis 11 abgerundeten bis spitzen Lappen auf jeder Seite. Die Lappen in der Blattmitte sind am größten. Es werden sieben bis elf Nervenpaare gebildet. Die Blattoberseite ist dunkelgrün und beinahe haarlos, die Unterseite ist grau bis gelblich filzig behaart.
Die Früchte sind etwa 2,5–3,5 Zentimeter lang, eiförmig-ellipsoid und zur Hälfte von einem halbkugeligen, fein behaarten Fruchtbecher mit eilanzettlichen, angepressten und aufrechten Schuppen umgeben.

## Verbreitung und Ökologie
Das Verbreitungsgebiet liegt  im Norden des Iran, in der Türkei, in Aserbaidschan und Armenien. Sie wächst in Steppen und Trockenwäldern auf nährstoffreichen, trockenen bis frischen, schwach sauren bis stark alkalischen, sandig-kiesigen oder sandig-lehmigen Böden an sonnigen bis lichtschattigen Standorten. Die Art ist nässeempfindlich, wärmeliebend und meist frosthart. Sie kommt bis in große Höhen vor.

## Systematik und Forschungsgeschichte
Die Persische Eiche (Quercus macranthera) ist eine Art aus der Gattung der Eichen (Quercus) in der Familie der Buchengewächse (Fagaceae). Die Erstbeschreibung erfolgte 1838 durch Friedrich Ernst Ludwig von Fischer und Carl Anton von Meyer im Bulletin de la Société Impériale des Naturalistes de Moscou.

## Verwendung
Die Persische Eiche wird häufig wirtschaftlich genutzt.